# Татарсько-Тавлинське сільське поселення
Тата́рсько-Тавли́нське сільське поселення (рос. Татарско-Тавлинское сельское поселение) — муніципальне утворення у складі Лямбірського району Мордовії, Росія. Адміністративний центр та єдиний населений пункт — село Татарська Тавла.

## Населення
Населення — 830 осіб (2019, 794 у 2010, 806 у 2002).